# Hans Freytag (Politiker)
Hans Freytag (* 24. September 1913 in Berlin; † 15. Mai 1982 in Nordhorn) war ein deutscher Politiker (SPD). 

## Biografie
Freytag war ein Geschäftsführer. Er war als Nachfolger von Heinrich Wulff (SPD) in der fünften Wahlperiode Mitglied des Niedersächsischen Landtages vom 7. September 1966 bis 5. Juni 1967. Er war zudem in den Jahren von 1956 bis 1982 in Nordhorn Mitglied im Stadtrat.